# (13326) Ferri
(13326) Ferri est un astéroïde de la ceinture principale.

## Description
(13326) Ferri est un astéroïde de la ceinture principale. Il fut découvert le 17 septembre 1998 à la station Anderson Mesa par le programme LONEOS. Il présente une orbite caractérisée par un demi-grand axe de 3,14 UA, une excentricité de 0,21 et une inclinaison de 5,7° par rapport à l'écliptique. Il est nommé en l'honneur de Francesca Ferri, scientifique de l'université de Padoue.

## Compléments